# Liliana Vitale

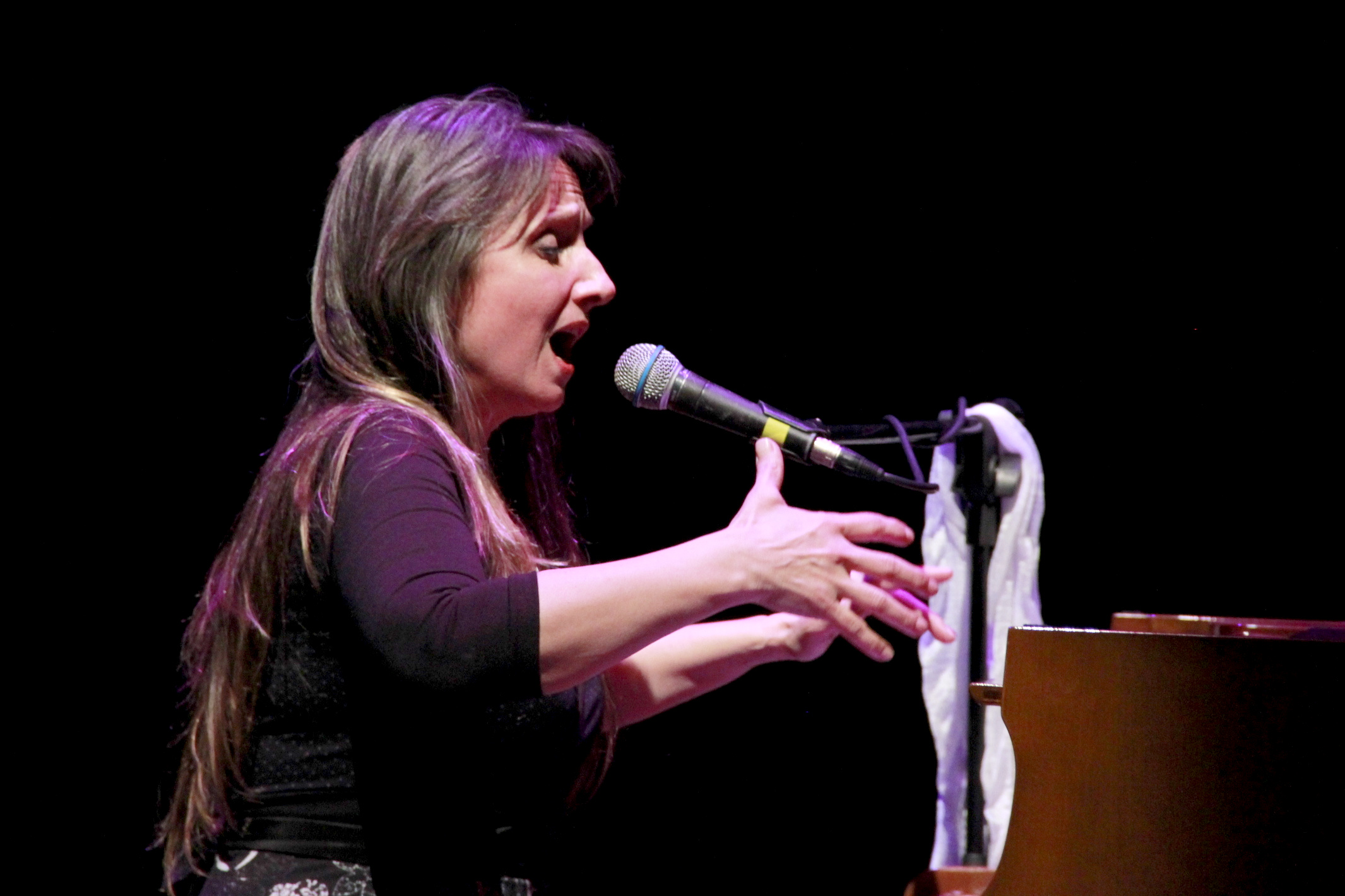
Liliana Vitale

Liliana Vitale (* 3. März 1959 in Buenos Aires) ist eine argentinische Komponistin, Sängerin und Pianistin.
Vitale gründete 1975 mit ihrem Bruder Lito Vitale die Músicos Independientes Asociados (MIA), eine der wenigen unabhängigen Musikgruppen in der Zeit der argentinischen Militärdiktatur. Die Gruppe nahm in den 1970er Jahren vier Alben auf (Transparencias, 1976; Mágicos juegos del tiempo, 1977; Cornostípicum, 1978; Conciertos, 1979) und begleitete 1980 Egberto Gismonti bei seiner ersten Argentinientournee.
Anfang der 1980er Jahre entstanden zwei Duoalben mit Verónica Condomi (Danzas de Adelina, 1981 und Cama sunqui, 1984), 1985 erschien ihr erstes Soloalbum Mamá, deja que entren por la ventana los siete mares mit Kompositionen von Alberto Muñoz und Bernardo Baraj als Gastmusiker; 1987 folgte Canta Liliane Vitale. Außer im Trio mit Baraj und Roberto Fernández trat sie Ende der 1980er Jahre u. a. mit Leo Masliah, Jorge Cumbo, Jorge Fandermole, Adrián Abonizio und Juan Falú auf.
1995 nahm sie als Sängerin mit ihrem Bruder als Klavierbegleiter das Album Mujer y Argentina mit Tangos, Folkloretiteln und Klassikern der argentinischen Rockmusik (u. a. Carabelas nada von Fito Páez und Laura va von Luis Alberto Spinetta) auf, das für einen Premio ACE als bestes Tangoalbum nominiert wurde. Im Folgejahr nahm sie das Album El beneficio de la duda mit eigenen Kompositionen auf.
Ihr Album La vida en los pliegues (2002) mit eigenen Kompositionen nach Texten von Henri Michaux wurde mit dem Premio Gardel als bestes zeitgenössisches Songalbum ausgezeichnet. 2003 veröffentlichte Vitale Siete Cielos, ein siebenteiliges Werk für siebenstimmigen Chor. Das Album mit sieben Gemälden von Alejandra Fenocchio wurde mit dem Premio Gardel als bestes klassisches Musikalbum ausgezeichnet. Ein weiteres Album mit überwiegend eigenen Liedern veröffentlichte Vitale 2005 unter dem Titel Al amparo del cielo.